# Boomvarens
Boomvarens (Cyatheales) zijn een orde van planten die behoren tot de varens (Polypodiopsida). 

## Kenmerken
Boomvarens hebben meestal een boomachtig uiterlijk door de vrij dikke, onvertakte stam, die in principe is ontstaan vanuit het in elkaar draaien of vlechten van de bladstelen. De stam groeit als volgt: de bundel houtvaten van de jonge plant splitst zich al groeiend in meerdere delen, waardoor de houtige kern naar boven toe steeds breder wordt. Tegelijkertijd ontwikkelen zich een groot aantal luchtwortels, die samen een wortelmantel vormen. Deze wortelmantel geeft de stam de nodige stevigheid, vanwege de brede luchtwortelmantel is het onderste deel van de stam vaak verdikt. 
Vanuit de centrale vaatbundel splitsen zich vervolgens de bladstelen af, deze zijn 'relatief' dik omdat de bladeren of veren tot 3 meter lang worden. Het bovenste deel van de stam heeft 'nog' geen wortelmantel en onder de kroon zijn de littekens van afgevallen bladeren te zien, zoals op de foto bij de Hawaïaanse boomvaren. Lager op de stam zijn deze 'littekens' bedekt door de wortelmantel. De veren staan in een eindelingse rozet van spiraalvormig geplaatste, grote veervormig samengestelde bladeren, die tot 3 meter lang kunnen worden.

## Taxonomie
In de recente taxonomische beschrijving van Smith et al. (2006) worden de Cyatheales met een aantal andere ordes in de klasse Polypodiopsida geplaatst. De voormalige ordes Dicksoniales, Hymenophyllopsidales, Loxomatales, Metaxyales en
Plagiogyriales zijn hierin mee opgenomen.
De orde omvat acht families die zeer nauw bij elkaar aanleunen, maar waarvan de meeste slechts één of twee geslachten omvatten.
- Orde: Cyatheales
  - Familie: Metaxyaceae
    - Geslacht: Metaxya

  - Familie: Dicksoniaceae
    - Geslachten: Calochlaena, Dicksonia, Lophosoria

  - Familie: Cyatheaceae
    - Geslachten: Alsophila (incl. Nephelea), Cyathea (incl. Cnemidaria, Hemitelia, Trichipteris), Gymnosphaera, Hymenophyllopsis, Sphaeropteris (incl. Fourniera)

  - Familie: Cibotiaceae
    - Geslacht: Cibotium

  - Familie: Plagiogyriaceae
    - Geslacht: Plagiogyria

  - Familie: Culcitaceae
    - Geslacht: Culcita

  - Familie: Loxomataceae
    - Geslachten: Loxoma  - Loxsomopsis

  - Familie: Thyrsopteridaceae
    - Geslacht: Thyrsopteris

### Beschreven soorten
De volgende soorten worden in detail beschreven:
- Cibotium menziesii (Hawaïaanse boomvaren)
- Culcita macrocarpa
- Dicksonia antarctica (Tasmaanse boomvaren)